# Pentabromdifenyl ether
Pentabromdifenyl ether (pentaBDE, penta-BDE, 5-BDE) je bromovaná aromatická sloučenina ze skupiny polybromovaných difenyletherů (PBDE), které se užívají zejména jako bromované zpomalovače hoření.

## Vlastnosti
Komerčně dostupná směs penta-BDE je obvykle směsí látek s příměsí molekul se čtyřmi až šesti atomy bromu. Za běžných podmínek jde o hustou olejovitou kapalinu tmavě žluté barvy, která je nehořlavá a nerozpustná ve vodě.

## Rizika
Znepokojení vyvolává u penta-BDe jejich toxicita, persistence a uvolňování z výrobků při jejich používání. Penta-BDE se navíc vyznačuje vysokým stupněm akumulace v biologických systémech. Penta-BDE je také vysoce toxický pro vodní organismy a může vyvolat dlouhodobé nepříznivé účinky ve vodním prostředí.

## Regulace
Evropská unie na základě hodnocení rizik penta-BDE přijala zákaz jejich prodeje a používání. V rámci direktivy o odpadech z elektrických a elektronických zařízení (WEEE) bylo ukončeno používání penta-BDE v elektrických a elektronických zařízeních od roku 2006. Pro vysokou stabilitě a tendenci k bioakumulaci jsou penta-BDE smernicí EU o vodách klasifikovány jako „prioritní riziková sloučenina“.